# Aeródromo de Laguna San Ignacio
El Aeródromo Rancho San Cristóbal (IATA: N/A) es una pista de aterrizaje de tierra arenosa, privada la cual está ubicada en la Zona de La  Laguna San Ignacio, Laguna San Ignacio es un pequeño pueblo pesquero ubicado en la costa, donde los meses de enero a abril es visitado por turistas Nacionales y Extranjeros dado al alistamiento de la ballena gris la cual se encuentra dentro de los límites de la Reserva de la Biosfera El Vizcaíno, Municipio de Mulegé, Baja California Sur, México.
La pista de aterrizaje se utiliza únicamente para fines de aviación general, especialmente para el turismo de observación de ballenas. El código RCX es el identificador oficial.